# توزیع احتمال شرطی

نمودارهای سه بعدی و یک بیضی گه تمامی نقاط در آن قرار دارد.

توزیع احتمال شرطی اگر توزیع مشترک(توزیع احتمال توام) دو متغیر تصادفی X و Y را داشته باشیم،توزیع احتمال Y به شرط X ،توزیع احتمال Y است وقتی X دارای مقدار مشخصی باشد.اگر توزیع احتمال شرطی Y به شرط X یک توزیع پیوسته باشد،آنگاه تابع چگالی احتمال با نام تابع چگالی شرطی خوانده می شود.
امید ریاضی و واریانس در توزیع شرطی به ترتیب امید ریاضی شرطی و واریانس شرطی نام دارند.
برای متغیر های تصادفی گسسته توزیع احتمال شرطی به صورت زیر است:
{\displaystyle p_{Y}(y\mid X=x)=P(Y=y\mid X=x)={\frac {P(X=x\ \cap Y=y)}{P(X=x)}}.}
واضح است که P(X=x)>۰.
رابطه زیر به دست آوردن توزیع X به شرط Y را از روی توزیع Y به شرط X نشان می دهد:
{\displaystyle P(Y=y\mid X=x)P(X=x)=P(X=x\ \cap Y=y)=P(X=x\mid Y=y)P(Y=y).}

## توزیع های پیوسته
به طور مشابه برای متغیرهای تصادفی پیوسته تابع چگالی احتمال Y به شرط X به صورت زیر نوشته می شود:
{\displaystyle f_{Y}(y\mid X=x)={\frac {f_{X,Y}(x,y)}{f_{X}(x)}},}
که در اینجا (fX،Y(x،y تابع چگالی مشترک X و Y را نشان می دهد و (fX(x تابع چگالی X را.
در اینجا نیز واضح است که ۰ <(fX(x
رابطه تابع چگالی شرطی X به شرط Y به صورت زیر خواهد بود:
{\displaystyle f_{Y}(y\mid X=x)f_{X}(x)=f_{X,Y}(x,y)=f_{X}(x\mid Y=y)f_{Y}(y).}

### رابطه با استقلال
دو متغیر تصادفی X و Y مستقلند اگر و فقط اگر توزیع احتمال شرطی Y به شرط X برابر باشد با توزیع Y(بدون مشروط کردن آن).یعنی:

## (P(Y=y|X=x)=P(Y=y
در مورد متغیرهای تصادفی پیوسته رابطه بالا به صورت زیر خواهد بود:

## توجه
به عنوان تابعی از y برای هر x داده شده (P(Y=y|X=x یک احتمال خواهد بود و جمع روی y(یا انتگرال روی y در صورت پیوسته بودن توزیع) ۱ خواهد شد.در حالی که به عنوان تابعی از x برای هر y داده شده رابطه فوق یک احتمال نخواهد بود و جمع روی x برابر با ۱ نخواهد شد.